# 방영주
방영주(方英柱, 1954년 ~ )는 대한민국의 의사 겸 내과의학교육 저술가이며 서울대학교 의과대학 주임 교수이다.

## 이력
본관은 온양이며 그는 위암 임상의학계에서 세계적 권위자로 꼽힌다. 미국임상종양학회(ASCO: American Society of Clinical Oncology)에서 방영주 교수의 ALK 양성 비소세포폐암 환자 대상 1상 임상시험 논문이 아시아인으로는 최초로 최우수논문으로 선정되었다. 권위 있는 국제학술지에 340여 편의 논문을 발표한 공적을 인정받아 함춘의학상, 바이엘쉐링 임상의학상, 김진복 암연구상, 고바야시재단 어워드 등을 수상했다. 교육과학기술부 장관상인 지식창조대상을 의대 교수로는 처음 받았다.

## 생애
서울대학교병원 방영주 교수는 위암과 초기 임상시험 연구에서 ‘세계적 고수’로 인정받는 천재 의사다. ‘뉴잉글랜드의학저널’ 등을 포함하는 권위 있는 국제학술지에 340여 편의 논문을 발표했다. 매달 2, 3번 해외에서 초청 받아 특강을 하거나 자문회의에 참석한다. 국제 학계에선 방 교수의 스케줄을 최우선으로 고려해 회의 일정을 잡는 일이 적지 않다.
방영주 교수는 서울대학교 의과대학에 2등으로 입학했다. 의대 예과 때는 포커, 당구·테니스 등을 취미로 삼았고, 본과 때는 소프트볼 팀을 조직해 캠퍼스에 대항전 바람을 일으켰다. 그러면서도 생화학·병리학 등의 과목에서 압도적 성적을 내고 수석으로 졸업했다. 내과 교과서인 해리슨 (고등학교 국사 한 과목이 해리슨 한 챕터보다 암기량이 작다.)의 구석구석까지 다 암기하고 있을 정도로 완벽한 모습이었다. 
방영주 교수는 의대 3학년 때 미국 미네소타대학병원 교환교수를 마치고 귀국한 김노경 교수가 동료 교수·전공의·학생 등 100여 명 앞에서 암 콘퍼런스를 이끄는 것을 보았다. 인턴 과정을 마치면서 김노경 교수의 제자가 되었다. 1987년 김노경 교수는 방영주 교수에게 “우리도 이제 임상시험을 해보자”고 제안했다. 사제는 국내 최초로 LG생명과학(당시 럭키 의약품사업부)이 개발한 약의 안전성과 효능을 검증하는 국내 최초의 ‘본격적 임상시험’을 실시했다. 방 교수는 이후 SK제약의 ‘선플라’, 종근당의 ‘캄토벨’, 삼양사의 ‘제넥솔’ 등 국내 항암제의 임상시험을 이끌며 신약 개발의 토대를 닦았다.
방영주 교수는 국내에서 내공이 쌓이자 국제 무대로 눈을 돌렸다. 2005년엔 벨기에의 에릭 반 쿠셈 박사와 함께 24개국의 140여 병원에서 치료받고 있는 전이된 위암 환자들을 대상으로 하는 로슈의 ‘허셉틴’과 기존 항암제의 병용요법에 대한 임상시험을 실시, 병용요법이 환자 치료에 효과적이란 사실을 입증했다. 2009년엔 화이자의 ‘수니티닙’이 스티브 잡스의 생명을 앗아간 ‘신경내분비종양’ 치료에 도움을 준다는 사실을 규명했다.
2010년 방영주 교수는 뉴욕타임스·월스트리트저널·USA투데이 등 세계 각국 언론의 집중조명을 받았다. 미국임상종양학회에서 발표한 화이자의 폐암 표적항암제 ‘크리조티닙’의 효과에 대한 임상시험 결과 때문이었다. 이 연구는 학회 최우수 논문으로 선정됐다.
이듬해엔 세브란스병원 외과 노성훈 교수와 함께 국내 21개, 중국대만 등 해외 16개 병원 환자들을 대상으로 위암 수술 뒤 보조항암요법이 암의 재발을 감소시킨다는 사실을 입증, 미국임상종양학회에서 발표했다.
이들 임상시험은 모두 세계 각국의 의사가 표준으로 삼는 치료 지침을 만드는 결정적 계기가 됐다.
방영주 교수는 임상시험뿐 아니라 국내 연구 환경 구축에도 큰 발자국을 남겼다. 대한암학회 이사장을 맡아 학술지를 국제학술지에 등록하는 작업을 이끌었다.
2014년 CJ제일제당 사외이사로 선임되었다.

## 경력
- 1986년 6월 ~ : 서울대학교 의과대학 내과학교실 교수
- 1989년 ~ 1991년 : 미국 국립암연구소 객원연구원
- 1993년 ~ 1997년 : 국립암센터 건립추진자문위원회 위원
- 1996년 ~ 1998넌 : 대한암학회 총무
- 2000년 2월 ~ 2006년 2월 : 서울대학교 암연구소 소장
- 2006년 ~ : 한국과학기술한림원 회원
- 2006년 2월 ~ 2008년 2월 : 대한항암요법연구회 회장
- 2007년 5월 ~ : 국제암연구소 학술위원회 위원
- 2008년 1월 ~ 2010년 6월 : 국가임상시험사업단 부단장[6]
- 2008년 6월 ~ 2010년 6월 : 한국임상암학회 이사장
- 2009년 11월 : 서울대학교병원 임상시험센터 센터장
- 2010년 7월 ~ 2014년 7월 : 서울대학교 의과대학 내과학교실 주임교수, 진료과장
- 2012년 1월 ~ : 대한민국 의학한림원 정회원
- 2012년 6월 ~ 2014년 6월 : 대한암학회 이사장
- 서울대학교병원 혈액종양내과 교수
- 2013년 6월 ~2017 : 서울대학교병원 의생명연구원 원장
- 2014년 3월 ~ 2020년 3월 : CJ제일제당 사외이사
- CJ제일제당 감사위원회 위원
- CJ제일제당 사외이사후보 추천위원회 위원
- CJ제일제당 보상위원회 위원
- CJ제일제당 내부거래위원회 위원장

## 학력
- 경기중학교
- 경기고등학교
- 서울대학교 의과대학 의학사 수석 졸업
- 서울대학교 의과대학원 의학석사 졸업
- 서울대학교 의과대학원 의학박사 졸업

## 수상
- 제2회 고바야시재단 어워드
- 2011제6회 김진복암연구상
- 2009 보건산업기술대상 대통령상
- 2004 보령암학술상

## 연구

### 위암 표적치료제 허셉틴 임상연구
셉틴R(성분명:트라스투주맙)이 HER2 양성 전이성 위암 환자의 중앙생존기간을 1년 이상으로 연장시킨다는 국제 임상연구가 한 유방암치료제 허셉틴(성분명 트라스투주맙) 관련 연구가 서울대학교 의대 방영주 교수를 대표저자로 세계적인 의학 학술지 ‘Lancet’(란셋)에 발표되었다.

### 제2회 고바야시재단 어워드
서울대학교병원 방영주 교수는 2012년 서울 코엑스 컨벤션에서 개최된 제10차 아시아임상종양학회(ACOS, Asian Clinical Oncology Society) 학술대회에서 ‘제2회 고바야시 재단 어워드(2nd Kobayashi Foundation Award)’를 수상했다. ‘고바야시 재단 어워드’는 아시아 국가에서 암 화학 요법 분야에서 괄목할만한 연구 성과를 달성해 사회에 기여한 우수 연구자에게 주어지는 상이다. 방영주 교수는 ‘Development of new therapeutics for gastric cancer’ 논문으로 수상자로 선정됐다.